# Crematogaster agniae
Crematogaster agniae es una especie de hormiga acróbata del género Crematogaster, categorizada en la tribu Crematogastrini, de la subfamilia Myrmicinae. Fue descrita por Karavaiev en 1935.

## Distribución
Se distribuye por Asia: Vietnam.